# Barry Orton
Randal Barry Orton (28 tháng 5 năm 1958 – 19 tháng 3 năm 2021) là đô vật chuyên nghiệp,diễn viên người Mỹ. Ông là con trai của đô vật chuyên nghiệp Bob Orton, Sr., em trai của đô vật chuyên nghiệp Bob Orton, Jr. và chú của đô vật chuyên nghiệp Randy Orton.

## Giai đoạn đầu đời
Orton sinh ra tại Amarillo, Texas, là con trai của đô vật chuyên nghiệp Bob Orton, Sr. và mẹ là Rita. Ông chuyển đến Kansas, Missouri, cùng cha mẹ mình  sau khi chào đời. Ông là một nhạc sĩ và biểu diễn trong các hộp đêm, chơi cho nhiều câu lạc bộ, ban nhạc nổi tiếng trên khắp đất nước. Thất vọng vì một kỉ lục "nhớ mãi, không bao giờ quên" vào năm 1976, Orton chuyển sang đấu vật chuyên nghiệp.

## Sự nghiệp

### Đấu vật chuyên nghiệp
Orton ra mắt bộ môn đấu vật chuyên nghiệp vào năm 1976, được huấn luyện bởi Bob Orton, Sr. và Bob Orton, Jr. Trong sự nghiệp thi đấu của mình, ông đã đấu cho WWF với tên võ đài là Barry Orton (1985–1988, 1990–1991), ICW, WOW, NWA, IWF và Stempede Wrestling (trong khi xuất hiện với tên là Zodiac đeo mặt nạ, ông cũng quản lý cho Jasson The Terrible) ông chủ yếu được sử dụng như một tài năng nâng cao. Năm 1984, Barry đã vật lộn khoảng ba tháng dưới lớp mặt nạ với tư cách là Assassin #3 cùng với Jody Hamilton. Barry là lựa chọn thay thế cho Hercules Herlandez, người liên tục bị Jimmy Valiant vạch mặt. Trong một cuộc phỏng vấn năm 2005 với Slam! Sports, Barry chia sẻ "Tôi luôn đấu tranh vì tôi muốn trở thành một nhạc sĩ. Tôi chưa bao giờ thấy mình là một đô vật chuyên nghiệp".
Sự nghiệp đấu vật của ông bị ảnh hưởng vào năm 1986 khi ông lái xe và nữ hành khách của ông qua đời. WWF đã không cho phép ông đấu vật đến khi vấn đề được giải quyết, và Orton thi đấu cho Stampede Wrestling ở Calgary với tên là Zodiac đeo mặt nạ. Sau đó, vào năm 1988, anh làm việc cho New Japan Pro-Wrestling với tên là Barry Gasper, hợp tác với Bob Orton (lấy tên là Billy Gasper). Ông chuyển sang WWF vào năm 1990 và cũng đấu cho Universal Wrestling Federation (Herb Abrams), đơn vị quảng bá cho Herb Abrams trong một vài lần xuất hiện. Orton đã giải nghệ bộ môn đấu vật chuyên nghiệp vào năm 1999.
Orton nghỉ hưu vào năm 2011 trong một đêm của Pro Wrestling Guerilla, tham gia vào một trận chiến hoàng gia mà Robby Piper đã giành chiến thắng.

### Sự nghiệp diễn xuất
Năm 1990, Orton chuyển từ đấu vật chuyên nghiệp sang điện ảnh, tham gia các vai diễn nhỏ. Ông đến New York và bắt đầu học tại một sân khấu cổ điển, cũ kĩ, ông đã giành một năm ở đó để luyện tập với Robert  Patterson. Năm 1991, ông xuất hiện với vai diễn "Wild Thing" trong chương trình truyền hình Vegas ở địa phương 'Vegas Rocks', dẫn đến quảng cáo địa phương trong một phần trong "Tuần trăng mật ở Vegas".
Ông đóng vai chính trong một bộ phim có tên là 'Tweak the Heat', dựa trên siêu nhận thức về tinh thể.

## Đời tư
Orton đã kết hôn bốn lần, và đều đã ly hôn. Ông có bốn người con, hai con gái trong cuộc hôn nhân thứ ba (sau này được chồng mới của vợ cũ nhận làm con nuôi), và hai con gái khác từ các mối quan hệ trước.

### Vụ kiện quấy rối WWF và nghiện ma túy
Năm 1992, Barry xuất hiện trong chương trình trò chuyện, The Phil Donahue Show, cùng với Superstar Billy Graham, Bruno Sammartino và những người khác để chia sẻ rằng mối quan tâm của họ về nạn quấy rối tới ngành đấu vật chuyên nghiệp. Vince McMahon cũng có mặt trong chương trình để thanh minh cho công ty. Vì quan điểm lên tiếng chống lại WWF và hành vi quấy rối đó có liên quan, ông đã bị đưa vào danh sách đen. Một số người không được phép nói chuyện với ông, trong khi nhiều khác sợ hãi. Barry bắt đầu sử dụng một cái tên giả khác, Barrymore Barlow. Mặc dù ông không được WWF tuyển dụng vời thời điểm đó, nhưng ông là chủ chốt trong vụ kiện chống lại công ty.
Theo Barry, năm 1978, trong một chuyến lưu diễn giữa các buổi biểu diễn khi đang đấu cho một nhóm của NWA, Barry đi cùng với người đặt phòng cho công ty, Terry Garvin. Khi đang lái xe, Garvin liên tục yêu cầu thực hiện quan hệ tình dục bằng miệng với anh ta, những lời đề nghị liên tục bị từ chối. Vào lúc đó, Barry đã không lên tiếng về vụ việc và không suy nghĩ về nó. Tuy nhiên, những câu chuyện sau đó vỡ lở rằng Terry Garvin (người đã làm việc cho văn phòng chính của WWF) có liên quan đến việc quấy rối tình dục những thanh niên đang làm việc cho WWF, Barry đã đưa ra câu chuyện của chính mình để chứng minh cho những tuyên bố chống lại Garvin. Barry nghe một cậu bé khác kể từ khi cậu ấy vẫn làm việc cho WWF. Theo Barry, cậu bé cho rằng Garvin đang làm những điều ảnh hướng tới cậu bé khiến cậu cảm thấy khó chịu.
Sau khi xuất hiện tại Donahue, và thay đổi tên của mình, Orton dựa vào thuốc valium, nhưng cuối cùng lại bắt đầu sử dụng methamphetamine. Ông còn sử dụng meth pha lê 8 năm liền. Ông cũng mang theo một khẩu 44 magnum mà ông sẽ dùng để tự sát bằng cách đặt cò súng vào miệng. Theo lời nói của một người bạn, Orton đã tìm đến một nhà trị liệu và cuối cùng ông cũng đánh bại được cơn nghiện thuốc của mình.

## Qua đời
Vào ngày 19 tháng 3 năm 2021, Orton qua đời tại Kansas City, Missouri ở tuổi 62. Nguyên nhân chính không được tiết lộ, ông đã từng phải đến bệnh viện trước khi qua đời.

## Các chức vô địch và danh hiệu
- Cauliflower Alley Club
  - Giải thưởng gia đình (2005) - với Bob Orton, Sr. và Bob Orton, Jr.[8]
- International Championship Wrestling
  - ICW Southeastern Tag Team Championship (1 lần) – với Bob Orton, Jr.
- Interwest Wrestling Federation
  - IWF Heavywieght Championship (1 lần) - với Terry Orndorff.
- Mid-States Championship Wrestling
  - MSCW Tag Team Championship (1 lần) - với Terry Orndorff[9]
- NWA Hollywood Wrestling
  - NWA Americas Tag Team Championship (1 lần) - với Héctor Guerrero
- World Organized Wrestling
  - WOW World Heavyweight Chamoionship (1 lần)

## Tham gia đóng phim
| Năm  | Tiêu đề                  | Vai trò                      | Ghi chú                         |
| ---- | ------------------------ | ---------------------------- | ------------------------------- |
| 1985 | Wrestling's Country Boys | Barry 0.                     |                                 |
| 1992 | Honeymoon in Vegas       | Quản lý võ sĩ                | Không công nhận                 |
| 1999 | Killer's Mind            | Flex the Doorman             |                                 |
| 2002 | Monday Night Mayhem      | người đi đường               | Không công nhận                 |
| 2002 | Timecollapse             | Steven                       |                                 |
| 2002 | People I Know            | Người bảo trợ trên cầu thang | Không công nhận                 |
| 2003 | Mission Idiot            | Anh chàng chó                | Cũng là điều phối viên đóng thế |